# Razvrščevalni algoritem
Razvrščevalni algoritem je del jedra operacijskega sistema, ki virtualizira procesor med več opravili. Takšen algoritem omogoča večopravilnost, ki je prisotna na vseh modernih računalniških sistemih. Odvisno od algoritma pa je, kako učinkovito in pravično bo razdeljeval procesorsko moč med opravili. Sistem brez razvrščanja ni zmožen poganjati dveh opravil »hkrati«. Takšen sistem je bil tudi Microsoft DOS.
Računalniška procesna enota (oz. procesor) lahko izvaja le en ukaz naenkrat. Vsi programi se pa izvajajo strogo zaporedno, kot to določa von Neumanova arhitektura. Razvrščevalnik je z različnimi postopki in izračuni zmožen določiti naslednje opravilo, ki si bo lastilo procesor.
Poleg razvrščevalnika opravil je še vhodno/izhodni razvrščevalnik, ki pa skrbi za optimalni čas pri izvajanju opravil nad vhodno/izhodnimi napravami, kot so CD-ROM, trdi disk in bliskovni pomnilnik. Posebej pomemben je pri operacijah trdega diska, ki je tako edina računalniška komponenta, ki deluje tudi fizično. Čas je tukaj kritičen, zato V/I razvrščevalnik uporablja posebne tehnike grupiranja podobnih opravil in jih združi v eno samo.
Razvrščevalniki opravil:
- Round robin,
- najkrajši čas naslednji,
- najkrajši preostali čas naslednji

Vhodni / izhodni razvrščevalniki:
- kdor prvi pride, prvi melje,
- FSCAN,
- najkrajšo iskanje naslednji